# Seis Naciones M20 2023
El Seis Naciones M20 de 2023 fue la decimosexta edición del torneo más importante de rugby en Europa para menores de 20 años.

## Equipos participantes
- Selección juvenil de rugby de Escocia (Escocia M20)
- Selección juvenil de rugby de Francia (Francia M20)
- Selección juvenil de rugby de Gales (Gales M20)
- Selección juvenil de rugby de Inglaterra (Inglaterra M20)
- Selección juvenil de rugby de Irlanda (Irlanda M20)
- Selección juvenil de rugby de Italia (Italia M20)

## Posiciones
| Pos. | Equipo     | Encuentros | Encuentros | Encuentros | Encuentros | Tantos  | Tantos    | Tantos     | Puntos Bonus | Puntos Totales |
| Pos. | Equipo     | jugados    | ganados    | empatados  | perdidos   | a favor | en contra | diferencia | Puntos Bonus | Puntos Totales |
| ---- | ---------- | ---------- | ---------- | ---------- | ---------- | ------- | --------- | ---------- | ------------ | -------------- |
| 1    | Irlanda    | 5          | 5          | 0          | 0          | 239     | 116       | +123       | 7            | 27             |
| 2    | Francia    | 5          | 4          | 0          | 1          | 222     | 96        | +126       | 5            | 21             |
| 3    | Italia     | 5          | 2          | 0          | 3          | 148     | 146       | +2         | 7            | 15             |
| 4    | Inglaterra | 5          | 3          | 0          | 2          | 141     | 160       | -19        | 3            | 15             |
| 5    | Escocia    | 5          | 1          | 0          | 4          | 90      | 234       | -144       | 1            | 5              |
| 6    | Gales      | 5          | 0          | 0          | 5          | 107     | 195       | -88        | 3            | 3              |

Nota: Se otorgan 4 puntos al equipo que gane un partido, 2 al que empate y 0 al que pierda
Puntos Bonus: 1 punto por convertir 4 tries o más en un partido y 1 al equipo que pierda por no más de 7 tantos de diferencia
3 puntos extras si un equipo logra el Gran Slam

## Resultados

### Primera fecha
| 3 de febrero | Inglaterra | 41 - 36 | Escocia |  |  |
|              |            | Reporte |         |  |  |

| 3 de febrero | Gales | 27 - 44 | Irlanda |  |  |
|              |       | Reporte |         |  |  |

| 3 de febrero | Italia | 27 - 28 | Francia |  |  |
|              |        | Reporte |         |  |  |

### Segunda fecha
| 10 de febrero | Inglaterra | 32 - 25 | Italia |  |  |
|               |            | Reporte |        |  |  |

| 10 de febrero | Irlanda | 33 - 31 | Francia |  |  |
|               |         | Reporte |         |  |  |

| 10 de febrero | Escocia | 18 - 17 | Gales |  |  |
|               |         | Reporte |       |  |  |

### Tercera fecha
| 24 de febrero | Francia | 54 - 12 | Escocia |  |  |
|               |         | Reporte |         |  |  |

| 24 de febrero | Italia | 27 - 44 | Irlanda |  |  |
|               |        | Reporte |         |  |  |

| 24 de febrero | Gales | 21 - 37 | Inglaterra |  |  |
|               |       | Reporte |            |  |  |

### Cuarta fecha
| 10 de marzo | Inglaterra | 7 - 42  | Francia |  |  |
|             |            | Reporte |         |  |  |

| 10 de marzo | Italia | 29 - 25 | Gales |  |  |
|             |        | Reporte |       |  |  |

| 10 de marzo | Escocia | 7 - 82  | Irlanda |  |  |
|             |         | Reporte |         |  |  |

### Quinta fecha
| 19 de marzo | Escocia | 17 - 40 | Italia |  |  |
|             |         | Reporte |        |  |  |

| 19 de marzo | Irlanda | 36 - 24 | Inglaterra |  |  |
|             |         | Reporte |            |  |  |

| 19 de marzo | Francia | 67 - 17 | Gales |  |  |
|             |         | Reporte |       |  |  |

| Bandera de Irlanda |
| Campeón Irlanda    |
| Cuarto título      |